# Campionati europei di nuoto 2010 - 400 metri misti femminili
Le qualifiche per la finale si sono svolte la mattina del 9 agosto 2010, mentre la finale si è svolta la sera dello stesso giorno.

## Medaglie
| Posizione | Atleta            | Paese       |
| --------- | ----------------- | ----------- |
| Oro       | Hannah Miley      | Regno Unito |
| Argento   | Katinka Hosszú    | Ungheria    |
| Bronzo    | Zsuzsanna Jakabos | Ungheria    |

## Record
Prima della manifestazione il record del mondo (RM), il record europeo (EU) e il record dei campionati (RC) erano i seguenti.
| Record mondiale       | 4'29"45 | Stephanie Rice Australia | 10 agosto 2008 Pechino, Cina     |
| Record europeo        | 4'30"31 | Katinka Hosszú Ungheria  | 2 agosto 2009 Roma, Italia       |
| Record dei campionati | 4'35"10 | Jana Kločkova Ucraina    | 29 luglio 2002 Berlino, Germania |

Durante l'evento sono stati migliorati i seguenti record:
| Data     | Evento | Atleta       | Nazione     | Tempo   | Record                |
| -------- | ------ | ------------ | ----------- | ------- | --------------------- |
| 9 agosto | Finale | Hannah Miley | Regno Unito | 4'33"09 | Record dei campionati |

## Risultati batterie
| Pos. | Atleta                 | Nazionalità | Tempo        | Batteria     | Corsia       | Note         |
| ---- | ---------------------- | ----------- | ------------ | ------------ | ------------ | ------------ |
| 1    | Hannah Miley           | Regno Unito | 4:40.10      | 2            | 4            |              |
| 2    | Anja Klinar            | Slovenia    | 4:40.43      | 2            | 5            |              |
| 3    | Katinka Hosszú         | Ungheria    | 4:40.61      | 3            | 4            |              |
| 4    | Yana Martynova         | Russia      | 4:41.63      | 3            | 3            |              |
| 5    | Grainne Murphy         | Irlanda     | 4:41.80      | 2            | 3            |              |
| 6    | Zsuzsanna Jakabos      | Ungheria    | 4:42.00      | 3            | 5            |              |
| 7    | Sara Nordenstam        | Norvegia    | 4:43.76      | 1            | 3            |              |
| 8    | Barbora Zavadova       | Rep. Ceca   | 4:44.55      | 3            | 6            |              |
| 9    | Joerdis Steinegger     | Austria     | 4:45.92      | 2            | 7            |              |
| 10   | Mireia Belmonte Garcia | Spagna      | 4:45.98      | 1            | 4            |              |
| 11   | Stina Gardell          | Svezia      | 4:49.38      | 1            | 6            |              |
| 12   | Aimee Willmott         | Regno Unito | 4:49.50      | 1            | 5            |              |
| 13   | Karolina Szczepaniak   | Polonia     | 4:51.70      | 3            | 2            |              |
| 14   | Nadia Morais Vieira    | Portogallo  | 4:53.48      | 2            | 2            |              |
| 15   | Sara Thyden            | Svezia      | 4:54.16      | 2            | 6            |              |
| 16   | Lysistrati Halkides    | Grecia      | 4:56.85      | 1            | 7            |              |
| 17   | Anna Yevchak           | Ucraina     | 4:58.96      | 1            | 2            |              |
| 18   | Reka Kovacs            | Ungheria    | 5:01.26      | 3            | 1            |              |
| 19   | Dora Kiss              | Ungheria    | 5:03.73      | 2            | 1            |              |
| 20   | Lisa Zaiser            | Austria     | 5:05.64      | 3            | 7            |              |
|      | Amalie Emma Thomsen    | Danimarca   | squalificata | squalificata | squalificata | squalificata |

## Finale
| Pos. | Atleta            | Nazionalità | Corsia | Tempo   | Note |
| ---- | ----------------- | ----------- | ------ | ------- | ---- |
|      | Hannah Miley      | Regno Unito | 4      | 4:33.09 | RC   |
|      | Katinka Hosszú    | Ungheria    | 3      | 4:36.43 |      |
|      | Zsuzsanna Jakabos | Ungheria    | 7      | 4:37.92 |      |
| 4    | Anja Klinar       | Slovenia    | 5      | 4:38.13 |      |
| 5    | Yana Martynova    | Russia      | 6      | 4:42.50 |      |
| 6    | Sara Nordenstam   | Norvegia    | 1      | 4:43.00 |      |
| 7    | Grainne Murphy    | Irlanda     | 2      | 4:43.45 |      |
| 8    | Barbora Zavadova  | Rep. Ceca   | 8      | 4:45.24 |      |